# Cebio Soukou
Cebio Soukou (* 2. Oktober 1992 in Bochum) ist ein deutscher Fußballspieler beninischer Abstammung. Er steht bei Bandirmaspor unter Vertrag und ist beninischer Nationalspieler.

## Karriere

### Jugendkarriere und VfL Bochum
Bevor Cebio Soukou in die Jugend vom VfL Bochum wechselte, spielte er beim TuS Querenburg und DJK Arminia Bochum. In der Saison 2010/11 konnte er in der Staffel West mit 16 Treffern gemeinsam mit Tobias Steffen Torschützenkönig werden. Nach dieser Saison stieg er in die zweite Mannschaft auf und feierte sein Debüt in der Regionalliga West am 20. August 2011 beim 0:0 gegen die 2. Mannschaft vom 1. FC Köln.

### Rot-Weiss Essen und Dopingsperre
Zur Saison 2012/13 wechselte Soukou innerhalb der Regionalliga West zu Rot-Weiss Essen. Beim Spiel gegen den SC Fortuna Köln am 25. Oktober 2012 debütierte er für die Essener bei der 1:3-Niederlage und sein erstes Tor konnte er am 8. Dezember 2012 beim 2:1-Sieg gegen Rot-Weiß Oberhausen bejubeln, als er in der 6. Minute das 1:0 erzielte.
Soukou wurde am 6. Dezember 2014 nach dem 1:1-Unentschieden gegen Sportfreunde Lotte positiv auf die verbotene Substanz Methylhexanamin getestet. Am 29. Januar 2015 wurde er von der WFLV-Verbandsspruchkammer bis zum 29. Juli gesperrt und der Punkt aus dem Spiel gegen die Sportfreunde Lotte wurde Rot-Weiss Essen abgezogen. Im Gegensatz wurde für Sportfreunde Lotte das Spiel normal gewertet.
Durch die Sperre verpasste Soukou das Halbfinale und das Finale im Niederrheinpokal der Saison 2014/15. Seine Mannschaftskollegen konnten beide Spiele gewinnen und errangen den Niederrheinpokal. Durch diesen Titelgewinn qualifizierten sie sich auch für den DFB-Pokal der kommenden Saison und in der Erstrundenpartie des DFB-Pokals 2015/16 gegen Fortuna Düsseldorf, welche mit 1:3 nach Elfmeterschießen für Düsseldorf ausging, feierte Soukou sein Debüt im DFB-Pokal.

### Erzgebirge Aue
Zum 1. Januar 2016 wechselte Soukou von Essen in das Erzgebirge zum FC Erzgebirge Aue. Sein Debüt in der 3. Liga und für die lila Veilchen gab er am 22. Januar 2016 beim 1:1-Unentschieden gegen die Stuttgarter Kickers und seinen ersten Torerfolg konnte er beim 2:0-Sieg gegen den VfR Aalen feiern, als er die Auer in der 60. Minute in Führung brachte. Insgesamt kam Soukou in der Saison 2015/16 auf 16 Ligaspieleinsätze, schoss dabei zwei Tore und stieg mit Aue als Vizemeister der 3. Liga in die 2. Fußball-Bundesliga auf.
2016/17 bestritt er für Erzgebirge Aue 28 Spiele (zwei Tore) und 2017/18 14 Spiele (4 Tore) in der 2. Bundesliga.

### Hansa Rostock
Im Sommer 2018 wechselte Cebio Soukou zum Drittligisten Hansa Rostock. Bei den Ostseestädtern unterschrieb er einen Vertrag bis 2019 plus Option auf ein weiteres Jahr. Unter Trainer Pavel Dotchev gab er sein Startelfdebüt am 1. Spieltag beim Auswärtsspiel in Cottbus (0:3). Einen Spieltag später traf Soukou im Heimspiel gegen Zweitliga-Absteiger Eintracht Braunschweig erstmals, und gleich doppelt, und stellte somit den Endstand des Spiels her. In der 1. Hauptrunde des DFB-Pokals im Spiel gegen den Bundesligisten VfB Stuttgart (2:0) verhalf er der Mannschaft Rostocks mit seinem frühen 1:0 in der 8. Minute auf den Weg in Richtung Siegerstraße, schied jedoch in der zweiten Runde gegen Bundesligist Nürnberg im Elfmeterschießen aus. Dafür gewann er im Anschluss an die Ligaspielzeit, in der Rostock auch dank Soukous 22 Scorerpunkten Sechster wurde, Ende Mai 2019 mit dem FC Hansa den Mecklenburg-Vorpommern-Pokal.

### Arminia Bielefeld
Zur Zweitligasaison 2019/20 verpflichtete Arminia Bielefeld den Mittelfeldspieler. Er erhielt auf der Alm einen bis Juni 2021 gültigen Vertrag. Mit der Arminia gewann Soukou im Jahr 2020 die Meisterschaft der 2. Bundesliga und stieg damit mit der Arminia in die Bundesliga auf. Am ersten Spieltag der Bundesliga erzielte Cebio Soukou mit seinem Führungstor bei Eintracht Frankfurt den ersten Saisontreffer Bielefelds und gleichzeitig das erste Bundesligator der Arminia seit 11 Jahren. Nach 14 Saisoneinsätzen, davon einer über die gesamte Spieldauer, und dem erfolgreichen Klassenerhalt verließ er die Arminia mit Ablauf seines Kontrakts nach zwei Jahren.

### SV Sandhausen
Nachdem sein Vertrag in Bielefeld ausgelaufen war, schloss sich Soukou dem Zweitligisten SV Sandhausen an. Nach 40 Einsätzen in der 2. Bundesliga und zwei Spielen im DFB-Pokal verließ Soukou die Sandhausener in Richtung Türkei.

### Bandirmaspor
Seit Januar 2023 steht er bei Bandirmaspor in der türkischen 1. Lig unter Vertrag.

### Nationalmannschaft
Im November 2018 wurde Soukou erstmals für die beninische Fußballnationalmannschaft für das Afrika-Cup-Qualifikationsspiel gegen Gambia nominiert, kam aber wegen der nicht rechtzeitig erteilten Spielerlaubnis nicht zum Einsatz. Sein Debüt gab er stattdessen am 24. März 2019 im letzten Qualifikationsspiel gegen Togo. Durch einen 2:1-Sieg, bei dem er die Vorlage zum ersten Tor seiner Mannschaft leistete, konnte sich das westafrikanische Land für die Endrunde in Ägypten qualifizieren. Ende Mai 2019 wurde Soukou von Nationaltrainer Michel Dussuyer in das 23-köpfige Turnieraufgebot für den Afrika-Cup 2019 berufen. Mit Benin erreichte er das Viertelfinale, Soukou kam in allen fünf Turnierspielen zum Einsatz.

## Erfolge
- Aufstieg in die 2. Bundesliga: 2016 (Erzgebirge Aue)
- Niederrheinpokalsieger: 2015 (Rot-Weiss Essen)
- Sachsenpokalsieger: 2016 (Erzgebirge Aue)
- Mecklenburg-Vorpommern-Pokalsieger: 2019 (Hansa Rostock)
- Torschützenkönig A-Junioren-Bundesliga: 2010/11 (VfL Bochum)
- Meister der 2. Bundesliga: 2019/20